# Brad Pitt
William Bradley Pitt, bolj znan kot Brad Pitt, ameriški filmski in televizijski igralec ter producent, * 18. december 1963, Shawnee, Oklahoma, Združene države Amerike.
Brad Pitt je prejel oskarja za stransko moško vlogo v filmu Bilo je nekoč ... v Hollywoodu (2019) in štiri nominacije za nagrado zlati globus, od katerih je eno tudi prejel. Opisan je kot eden izmed najprivlačnejših moških na svetu, zaradi česar prejema veliko medijske pozornosti.
Brad Pitt je s svojo igralsko kariero pričel z igranjem nepomembnih likov v televizijskih serijah, kot je CBS-ova telenovela Dallas iz leta 1987. Kasneje, leta 1991 je postal prepoznaven kot kavbojski štopar, ki zapeljuje lik Geene Davis v filmu Thelma in Louise. Prve glavne vloge v uspešnih filmih je začel dobivati s filmoma Reka poje mi (1992) in Intervju z vampirjem (1994). Poleg Anthonyja Hopkinsa je postal član igralske zasedbe dramskega filma Jesenska pripoved, ki je izšel v letu 1994. Za svoje delo v filmu Jesenska pripoved si je prislužil nominacijo za Zlati globus. V letu 1995 je nastopil v kriminalnem trilerju Sedem in znanstveno-fantastičnem filmu 12 opic in tako spet pridobil pozornost filmskih kritikov. Za igranje v filmu 12 opic je dobil Zlati globus v kategoriji za »najboljšega stranskega igralca« in nominacijo za oskarja (Academy Award). Štiri leta kasneje, leta 1999, je Brad Pitt zaigral v kultni uspešnici Klub golih pesti. Nato je kot Rusty Ryan zaigral v svetovni uspešnici Oceanovih 11 (2001) in njenih nadaljevanjih Oceanovih 12 (2004) in Oceanovih 13 (2007). Največji komercialni uspeh je Brad Pitt doživel s filmoma Troja ter Gospod in gospa Smith. Svojo drugo nominacijo za oskarja je prejel za upodobitev Benjamina Buttona v filmu iz leta 2008, Nenavaden primer Benjamina Buttona.
Po resnem razmerju z igralko Gwyneth Paltrow, je bil Brad Pitt pet let poročen z igralko Jennifer Aniston. Trenutno živi z igralko Angelino Jolie v razmerju, ki priteguje veliko medijske pozornosti. Skupaj z Angelino Jolie imata šest otrok - Maddoxa, Zaharo, Paxa, Shiloh, Knoxa in Vivienne. Od začetka razmerja z Angelino Jolie vedno bolj sodeluje v socialnih razpravah tako v Združenih državah Amerike kot povsod drugod po svetu. Brad Pitt ima v lasti podjetje Plan B Entertainment, ki je med drugim produciralo tudi film, ki je leta 2007 dobil oskarja za najboljšo sliko, Dvojna igra.

## Zgodnje življenje
William Bradley Pitt se je rodil v Shawneeju, Oklahoma, Združene države Amerike, kot prvi sin Jane Etta (roj. Hillhouse), šolske svetovalke in Williama Alvina Pitta, lastnika podjetja s tovornjaki. Poleg brata Douga (roj. 1966) in sestre Julie Neal (roj. 1969), je odrasel v Springfieldu, Missouri, kamor se je družina preselila kmalu po njegovem rojstvu. V otroštvu so ga vzgajali v duhu konzervativne baptistične vere.
Šolal se je na šoli Kickapoo High School, kjer je bil zavzet športnik: treniral je tri športne panoge in sicer golf, tenis in plavanje. Obiskoval je tudi dva šolska kluba, ki sta se imenovala Key Club in Forensics Club, udeleževal se je tudi šolskih muzikalov in razprav. Po končani srednji šoli leta 1982 se je odločil za šolanje na univerzi University of Missouri, kjer je želel študirati novinarstvo s poudarkom na oglaševanju. Bil je član bratovščine Sigma Chi, in igral je v več šovih, ki jih je posnela bratovščina. Leta 1985, dva tedna preden bi končal letnik, se je Brad Pitt odločil pustiti šolo in preselil se je v Los Angeles, Kalifornija, kjer se je začel učiti igranja. Ko so ga kasneje spraševali, zakaj je pustil univerzo, je dejal:
Ko se mi je diploma že približevala, sem imel čuden občutek. Videl sem prijatelje, ki so dobivali službe. Jaz pa se še nisem bil pripravljen ustaliti. Oboževal sem filme. Postavili so me v drug svet in Missouri pač ni bil pravi film zame. Takrat me je udarilo: rekel sem si, da če oni ne pridejo do mene, bom pač jaz prišel do njih!

## Kariera

### Zgodnje delo
Brad Pitt je v času, ko je živel v Los Angelesu, spoznal učitelja igranja po imenu Roy London. Opravljal je različna dela, vse od šoferja, do oblačenja v maskoto (bil je oblečen v piščanca) podjetja El Pollo Loco, da si je lahko plačal ure učenja igranja.
Njegova filmska kariera se prične leta 1987, ko je igral v filmih Brez izhoda, Nikogaršnja zemlja in Less Than Zero. Novembra istega leta se pojavi tudi v ABCjevi televizijski seriji z naslovom Growing Pains. Pojavil se je v štirih epizodah CBSjeve telenovele Dallas in sicer med decembrom 1987 in februarjem 1988. V tej televizijski seriji je upodobil Randyja, fanta Charlie Wade (ki ga kasneje igra igralec Shalane McCall). Lik so kasneje opisali kot »idiotskega fanta«. Kasneje leta 1988 Brad Pitt dobi manjšo vlogo v Foxovi policijski televizijski seriji z naslovom 21 Jump Street.
Pozno leta 1988 Bradu Pittu jugoslovansko-ameriška produkcija ponudi njegovo prvo glavno in sicer v filmu z naslovom The Dark Side of the Sun. V filmu je igral mladega ameriškega fanta, ki svojo družino pelje na morje, kjer namerava iznajti sredstvo za zaščito kože. Kakorkoli že, film je bil prestavljen zaradi izbruha hrvaške vojne za neodvisnost in tako ne izide do leta 1997. Leta 1989 se Brad Pitt pojavi v dveh filmih. V prvem je imel stransko vlogo in to je bila komedija z naslovom Happy Together, drugi pa je bil grozljivka z naslovom Cutting Class. Imel je tudi manjše pojave v televizijskih serijah, kot so Head of the Class, Freddy's Nightmares, Thirtysomething in (že drugič) v Growing Pains.
Leta 1990 je bil Brad Pitt izbran v filmsko ekipo televizijskega filma Premlada za smrt, o zlorabljeni najstnici, ki je zaradi umora obsojena na smrt. Pittova vloga je bila vloga zločinca Billyja Cantona, narkomana, ki mlado žensko izkoristi. Glavno vlogo, petnajstletno najstnico Amando je ubodobila Juliette Lewis. Istega leta Brad Pitt igra v Foxovi drami Glory Days in se pojavi v HBOjevem televizijskem filmu z naslovom The Image. Njegova naslednja vloga je prišla na vrsto s filmom Across the Tracks leta 1991; v njem je Brad Pitt upodobil Joeja Maloneyja, ravnatelja srednje šole. Njegov lik si je delil zločinsko preteklost z likom Rickyja Schroderja.
Še istega leta, leta 1991 dobi vlogo v filmu Thelma in Louise. V filmu igra J.D.-ja, ki je bil za kratek čas tudi kriminalec, hkrati pa je dober prijatelj Thelme (upodobila jo je Geena Davis). Njegova ljubezenska scena z Davisovo je zaslužena temu, da so Brada Pitta začeli definirati kot seks simbol.
Po Thelmi in Louise je Brad Pitt poleg igralcev, kot sta Catherine Keener in Nick Cave leta 1991 igral v filmu Johnny Suede, filmu o navdihujoči rock zvezdi, leta 1992 pa se je pojavil v filmu Nori svet, preden je dobil vlogo poleg Paula Macleana v biografskem filmu Roberta Redforda Reka poje mi še istega leta. Igral je lik, ki je bil pozneje opisan kot »vrhunec njegove kariere«, medtem pa je Brad Pitt povedal, da je bil precej pod pritiskom, ko je snemal film. Dodal je, da se njemu samemu njegovo igranje zdi kot »eden izmed najšibkejših nastopov v njegovi karieri« ter da je precej presenečen, da je prav za tega dobil največ pozornosti. Ko so ga vprašali, kaj misli o delu z Redfordom, je vse skupaj primerjal z igranjem tenisa in na koncu povedal: »Ko nekdo igra bolje od tebe, se tudi tvoja igra izboljša.«
V naslednjem letu, torej leta 1993 Pitt ponovno začne delati z Juliette Lewis, sodelavko iz televizijskega filma Premlada za smrt, tokrat pa se skupaj z njo pojavi v filmu Kalifornia, kjer igra Earlyja Grayceja, serijskega morilca in fanta lika Juliette Lewis. Kasneje Peter Travers, novinar revije Rolling Stone njegov nastop v tem filmu opiše kot »izstopajočega«. Kasneje istega leta Brad Pitt za igranje v tem filmu dobi nagrado National Association of Theatre Owners.

### Uspeh in kritike
Leta 1994 je Brad Pitt dosegel točko, kjer je postal svetovno znan igralec. Zaslovel je kot vampir Louis de Pointe du Lac v filmu Intervju z vampirjem, ki je temeljil na istoimenskem romanu Anne Rice iz leta 1976. Poleg njega so filmsko ekipo sestavljali tudi znani igralci, kot so Tom Cruise, Kirsten Dunst, Christian Slater in Antonio Banderas. Pitt je dobil nagrado MTV Movie Awards na podelitvi le-te leta 2005, čeprav njegov nastop nasplošno ni dobil najbolj pozitivnih kritik. Po mnenju revije Dallas Observer je Brad Pitt »del velikega problema« tega filma.
Po Intervjuju z vampirjem je Brad Pitt še istega leta igral v filmu Jesenska pripoved, filmu, ki se je dogajal v prvih štirih desetletjih dvajsetega stoletja. Pitt je imel v tem filmu vlogo Tristana Ludlowa, sina Colonela Williama Ludlowa (Anthony Hopkins), ta vloga pa je Bradu Pittu tudi prinesla njegovo prvo nominacijo za zlati globus v kategoriji za »najboljšega igralca«. Njegova filmska brata sta upodobila Aidan Quinn in Henry Thomas. O filmu so imeli kritiki zelo različna mnenja, a Pittov nastop je bil deležen veliko vzpodbudnih kritik. Janet Maslin iz revije The New York Times je na primer dejala: »Njegova mešanica sramežljivosti in njegov odnos do takšnih del je popolen, zato je sramota, da film kvari površnost filmskih ustvarjalcev.« Revija Deseret News je povedala, da je bil to eden izmed njegovih največjih uspešnic do zdaj.
Leta 1995 je poleg Morgana Freemana in Gwyneth Paltrow igral v kriminalističnem filmu Sedem, kjer je igral policista Davida Millsa, ki je na sledi serijskemu morilcu, ki ga je v filmu upodobil Kevin Spacey. Pitt naj bi vlogo sprejel, ker je verjel, da bo požel velik uspeh. Revija Variety je njegovemu liku podala kompliment, saj naj bi bilo Pittovo igranje med najboljšimi na svetu. Film je dobil še veliko drugih pozitivnih kritik in hkrati zaslužil 327 milijonov ameriških dolarjev.
Po filmu Sedem je Brad Pitt dobil stransko vlogo, vlogo Jeffreyja Goinesa v filmu Terryja Gilliama iz leta 1995, 12 opic, ki je dobil veliko pozitivnih kritik. Za ta film je dobil svoj prvi zlati globus in hkrati prvo nominacijo za nagrado z imenom Academy Award.
Naslednje leto, leta 1995, je Brad Pitt igral v drami Prestopniki, ki je temeljila na istoimenskem romanu Lorenza Carcaterre. Film je dobil različne kritike. Leta 1997 je Pitt poleg Harrisona Forda igral v filmu Seme zla, kjer je igral terorista in člana irske vojske, poznanega pod imenom Rory Devany, za to vlogo pa je moral Brad Pitt osvojiti irski naglas. V istem letu je dobil glavno vlogo, vlogo avstrijskega planinca Heinricha Harrerja v filmu Jeana Jacquesa Annauda Sedem let v Tibetu. Za to vlogo se je Pitt usposabljal več mesecov, kar je vključevalo plezanje po gorah in ježo, skupaj s soigralcem Davidom Thewlisom pa je moral plezati tudi po Alpah v Kaliforniji in Evropi.
Brad Pitt je imel glavno vlogo v filmu Ko pride Joe Black iz leta 1998. Film je prejel veliko kritik in tudi tiste, ki jih je dobil Pitt niso bile vedno pozitivne.

### 1999–2003
Leta 1999 je Brad Pitt dobil vlogo Tylerja Durdena v filmu Klub golih pesti, filmski upodobitvi istoimenskega romana, ki ga je napisal Chuck Palahniuk. Film je režiral David Fincher. V pripravah za vlogo se je Pitt mogel naučiti boksa, taekwondoja in lova. Med promocijo filma je Brad Pitt povedal, da »ni nujno, da agresivnost jemlješ od nekoga drugega.« Film je premiero doživel leta 1999 na filmskem festivalu Venice International Film Festival in kljub ne prevelikemu zanimanju za film, je Pitt za vlogo dobil veliko pohval. Film je na DVD-ju izšel leta 2000.
Po Klubu golih pesti je igral v filmu Guyja Ritchieja iz leta 2000 z naslovom Pljuni in jo stisni, za nastop pa dobi tako pohvale kot kritike.
Naslednje leto, torej leta 2001 poleg Julie Roberts dobi vlogo v romantični komediji Mehikanka. Film dobi večinoma same negativne kritike, vendar zaslužek ni majhen. Njegov naslednji film je film iz leta 2001, ki so ga poimenovali Vohunske spletke in ki je zaslužil 143 milijonov $. V njem igra agenta CIE poleg Roberta Redforda, ki igra njegovega mentorja. Od spletne strani Salon.com je njun nastop prejel pohvalo. 22. novembra 2001 se Brad Pitt pojavi v osmi sezoni televizijske serije Prijatelji, kjer igra moža, ki se je prepiral z Rachel, likom Jennifer Aniston. V tistem času je bil z Anistonovo že poročen.. Za ta nastop je dobil nominacijo za nagrado Emmy. Decembra 2001 je igral Rustyja Ryana v filmu Oceanovih 11, različici istoimenskega filma iz leta 1960. V filmsko ekipo so spadali tudi George Clooney, Matt Damon, Andy Garcia in Julia Roberts. Oceanovih 11 je prejel veliko pohval s strani medijev in zaslužil 450 milijonov $.

Februarja 2002 igra v dveh epizodah MTVjeve televizijske serije Jackass. in, v kasnejši epizodi, sam prevzel vlogo v obdukciji njegovega telesa. V istem letu je imel cameo vlogo v filmu, ki ga je režiral George Clooney z naslovom Izpovedi nevarnega uma. Dobil je prvo glasovno vlogo in sicer v animiranem filmu DreamWorksa z naslovom Sinbad: Legenda sedmih morij iz leta 2003. Hkrati je dobil vlogo Patcha, Boomhauerjevega brata v epizodi animirane televizijske serije King of the Hill.

### 2004 - danes
Leta 2004 je dobil dve glavni vlogi in sicer vlogo Ahila v filmu Troja ter (že drugič) vlogo Rustyja Ryana v filmu Oceanovih 12. Za Trojo, ki je temeljila na Homerjevi Iliadi, se je moral šest mesecev uriti v mečevanju. Troja je Pittu prinesla največ dobička v njegovi karieri do leta 2008. Dobil je tudi veliko pohval za nastop.
Leta 2005 je Brad Pitt igral v akcijiski komediji Douga Limana z naslovom Gospod in gospa Smith. Film je govoril o zdolgočasenem zakonskem paru, ki ugotovita, da so ju najeli, da ubijeta drug drugega. V njem je Brad Pitt igral Johna Smitha poleg Angeline Jolie, v vlogi Jane Smith. Film sam je zaslužil 478 milijonov ameriških dolarjev, in postal je eden izmed najuspešnejših filmov iz leta 2005.
Njegov naslednji film je bila drama Alejandra Gonzáleza Iñárrituja iz leta 2006, Babilon poleg Cate Blanchett. Njegov nastop so kritiki večinoma ocenili pozitivno. Kasneje je Brad Pitt povedal, da je bil sprejem te vloge »ena izmed najboljših odločitev v njegovi karieri.« Film je bil prvič predvajan na filmskem festivalu 2006 Cannes Film Festival leta 2006, kasneje pa še na filmskem festivalu Toronto International Film Festival. Film sam je dobil Zlati globus, Pitt pa nominacijo za Zlati globus.
Leta 2007 je že tretjič igral Rustyja Ryana, tokrat v filmu Oceanovih 13 in ta film je v blagajno dobil 311 milijonov $. Njegova naslednja vloga je bila vloga ameriškega zločinca po imenu Jesse James v drami Jesse James in strahopetni Robert Ford, posneti po istoimenskem romanu Rona Hansena iz leta 1983. Film je režiral Andrew Dominik in produciralo Pittovo podjetje Plan B, film pa je premiero doživel istega leta na filmskem festivalu Venice Film Festival. Brad Pitt je dobil nagrado Volpi Cup. Kljub temu, da je na filmskem festivalu promiral film, je iz njega odšel kmalu po tem, ko ga je napadel nek oboževalec, ki se je prerinil mimo njegovih telesnih stražarjev.
Njegov naslednji film je prišel leta 2008 in to je bila črna komedija Preberi in zažgi in to je bilo njegovo prvo sodelovanje z brati Coen. Film je dobil v glavnem same pozitivne kritike in sicer od časopisov, kot je na primer The Guardian. Istega leta je igral Benjamina Buttona v epski drami z naslovom Nenavaden primer Benjamina Buttona, ki jo je režiral David Fincher. Film je bil posnet po istoimenski zgodbi F. Scotta Fitzgeralda iz leta 1921. Za ta nastop si je Brad Pitt prislužil svojo prvo nominacijo za nagrado Screen Actors Guild Award, svojo drugo nominacijo za nagrado Academy Award in svoj četrti zlati globus, film sam pa je prejel trinajst nominacij za nagrado Academy Award in 329 milijonov dolarjev dobička.
Po letu 2008 je Pitt dobil glavno vlogo v filmu Quentina Tarantina, imenovanem Neslavne barabe, ki je premiero doživel avgusta 2009 na filmskem festivalu 2009 Cannes Film Festival. Film je zaslužil 311 milijonov ameriških dolarjev in dobil veliko pozitivnih kritik. Pojavil se bo v drami režiserja Terrencea Malicka, The Tree of Life, poleg njega pa je v filmu igral tudi Sean Penn, igral pa bo tudi v filmu Izgubljeno mesto, posnetem po istoimenskem romanu Davida Granna, ki govori o britanskem popotniku, ki odkriva skrivnosti amazonske civilizacije.

## Ostali projekti

### Filmsko in televizijsko delo
Brad Pitt je leta 2002 skupaj z Jennifer Aniston in Bradom Greyjem ustanovil produkcijsko podjetje, ki so ga poimenovali Plan B Entertainment, v letu 2005 pa sta se iz vodstva umaknila tako Anistonova kot Grey. Podjetje je produciralo filme, kot so Čarli in tovarna čokolade z Johnnyjem Deppom leta 2005, Jesse James in strahopetni Robert Ford leta 2007 in Mogočno srce z Angelino Jolie, tudi v letu 2007. Producirali so tudi film Dvojna igra, ki je kasneje dobil nagrado Academy Award za najboljšo sliko.
Pojavil se je v Heinekenovi reklami, ki je izšla med 2005 Super Bowl in sta jo režirala oba, Pitt in David Fincher. Pojavil se je tudi v televizijski reklami za nek azijski market, ki oglašujejo izdelke znamk, kot so SoftBank in Edwin Jeans.

### Humanitarna dela
Brad Pitt podpira organizacijo ONE Campaign, ki se po svetu bori proti aidsu. Leta 2005 je PBS-ju, publiki televizijskih serij Rx for Survival: A Global Health Challenge razlagal o aktualnih svetovnih zdravstvenih problemih. Novembra istega leta je potoval v Pakistan skupaj z Angelino Jolie, da sta videla učinke potresa leta 2005. Naslednje leto sta obiskala Haiti, kjer sta obiskala osnovno šolo, ki jo podpira organizacija Yéle Haïti, ki jo je ustanovil hip-hop glasbenik, rojen na Haitiju, Wyclef Jean. Maja 2007 sta Joliejeva in Pitt donirala 1 milijon dolarjev dobrodelnim organizacijam v Čadu in Darfurju. Skupaj s Clooneyjem, Damonom, Donom Cheadleom in Jerryjem Wientraubom je Pitt eden izmed ustanoviteljev organizacije »Not On Our Watch«, ki se bori za preprečevanje genocidov, kakršne so imeli v Darfurju.
Brad Pitt se spozna na obresti v arhitekturi, o čemer je govoril na Design e2, PBS-jevi televizijski seriji, ki se prizadeva za izgradnjo okolju prijaznih struktur s trajnostjo arhitekture in oblikovanja. V vsem interesu do arhitekture je leta 2006 ustvaril podjetje Make It Right Foundation. Za ta projekt je izbral skupino strokovnjakov na področju gradnje stanovanj in stanovanjskih hiš, po orkanu Katrina pa je v New Orleansu nameraval financirati gradnjo stopetdesetih novih hiš. Hiše so bile narejene s poudarkom na trajnosti in dostopnosti. Brad Pitt in Steve Bing sta bila pripravljena za ta proces donirati vsak po 5 milijonov dolarjev. Oktobra 2006 je bilo prvih šest hiš že zgrajenih. Pitt se je spoznal z ameriškim predsednikom Barackom Obamo in govornico Nancy Pelosi marca 2009, ko je promiral svoj koncept »zelena hiša« kot nacionalni model in razpravljal o možnostih za zvezno financiranje. Septembra 2009 je prejel nagrado U.S. Green Building Council.
Septembra 2006 sta Brad Pitt in Angelina Jolie ustvarila svojo lastno humanitarno organizacijo, ki sta jo poimenovala Jolie-Pitt Foundation in se je borila za humanitarna dela po vsem svetu. V organizacijo sta 2006 donirala 8.5 milijonov dolarjev, kasneje pa še 2,4 milijonov dolarjev, leta 2007 pa 3,4 milijonov dolarjev. Junija 2009 je organizacija darovala 1 milijon dolarjev Pakistanu. Januarja 2010 pa je organizacija dala 1 milijon dolarjev za pomoč ljudem na Haitiju, ki so preživeli v Potres na Haitiju.

## V medijih
Leta 1995 je Brada Pitta revija Empire proglasila za enega izmed petindvajsetih najbolj seksi moških v vsej filmski zgodovini, istega leta pa ga je revija People razglasila za najbolj seksi živega moškega, ta naslov pa je dobil tudi pet let pozneje, torej leta 2000. Pojavil se je na Forbesovi lestvici najvplivnejših znanih osebnosti, in sicer v letih 2006, 2007 in 2008, na dvajsetem, petem in desetem mestu. Leta 2007 je bil uvrščen tudi na seznam Time 100, kamor uvrstijo 100 najvplivnejših znanih osebnosti na svetu. Na ta seznam se je ponovno uvrstil tudi leta 2009.
Oktobra 2004 je Pitt obiskal univerzo University of Missouri, kjer je študente pozival, naj se udeležijo takratnih volitev za predsednika. Sam je močno podpiral Johna Kerryja. Kasneje oktobra istega leta je javno podprl raziskave izvornih celic. »Poskrbeti moramo, da bodo odprte vse možnosti, da naši najpametnejši in najboljši lahko iznajdejo zdravila, za katere verjamem, da jih bodo,« je povedal.
Ko je leta 2005 začel z razmerjem z Angelino Jolie, je njuno razmerje postalo eno izmed največkrat omenjenih na svetu. Ko sta potrdila v letu 2006, da je Angelina noseča, so mediji poročali, da je par »dosegel točko norosti«. Da bi se izognila medijski pozornosti, sta Joliejeva in Pitt pred rojstvom hčerke Shiloh odpotovala v Namibijo, o dojenčku pa so poročali kot o »najbolj pričakovanem otroku po Jezusu Kristusu«. Dve leti kasneje sta potrdila drugo nosečnost, in s tem spet pridobila medijsko pozornost.
Septembra 2008 je Pitt daroval 100.000 dolarjev za kampanjo, ki je podpirala poroke istospolnih partnerjev. Razlog za donacijo je Brad Pitt pojasnil z besedami: »Ker nihče nima pravice zanikati življenje dveh ljudi, čeprav se ne strinja s tem, saj imajo vsi pravico živeti tako, kot si želi, če s tem nikomur ne škoduje in ker v Ameriki ni prostora za diskriminacijo, zato bom vsekakor glasoval za enakost in proti organizaciji Proposition 8.«

## Zasebno življenje
V poznih osemdesetih in zgodnjih devetdesetih je imel Brad Pitt razmerja s sodelavkami iz filmov in sicer z Robin Givens (Head of the Class), Jill Schoelen (Cutting Class), in Juliette Lewis (Premlada za smrt and Kalifornia), ki je bila s takrat šestnajstimi leti deset let mlajša od njega. Tudi njegovo razmerje in zaroka s kolegico iz filma Sedem, Gwyneth Paltrow je bilo v mediji velikokrat omenjeno. Z Paltrowo je hodil med letoma 1994 in 1997.
Jennifer Aniston je Brad Pitt spoznal na snemanju televizijske serije Prijatelji leta 1998, par pa se je poročil s privatnim obredom Malibuju, Kalifornija 29. julija 2000. Nekaj let je njun zakon veljal za enega redkih Hollywoodskih zakonov, ki so uspeli; januarja 2005 pa sta Pitt in Anistonova potrdila, da se bosta po sedmih letih razmerja razšla. Dva meseca pozneje je Jennifer vložila zahtevo za ločitev.
Ko se je par Pitt-Aniston dokončno razšel, je bilo potrjeno tudi njegovo razmerje z Angelino Jolie, ki se je začelo na snemanju filma Gospod in gospa Smith in se na koncu spreobrnil v pravi Hollywoodski škandal. Medtem, ko je Brad zanikal, da je Jennifer varal že prej, pa je potrdil, da se je v Angelino zaljubil na snemanju filma ter potrdil tudi, da je snemanje tudi po razhodu med njim in Anistonovo potekalo normalno.
Aprila 2005, mesec po tem, ko je Anistonova vložila zahtevo za ločitev, so papparazzi njega, Angelino Jolie in njenega sina Maddoxa ujeli na plaži v Keniji, kar je dokončno potrdilo razmerje med njim in Joliejevo. Med poletjem je bil par spet opažen skupaj in ko se je število skupnih pojavov v javnosti povečalo, je par dobil zvezdniški vzdevek, »Brangelina«. 2. oktobra 2005 sta se Brad Pitt in Jennifer Aniston dokončno ločila. 11. januarja 2006 je Angelina Jolie za revijo People povedala, da je noseča.
Kljub temu, da se je Bradovo in Jenniferino razmerje končalo, je Pitt v intervjuju februarja 2009 povedal, da vsake toliko »prideta pogledat drug drugega« in temu še dodal: »Ona je velik del mojega življenja in jaz njenega.«
V intervjuju oktobra 2007 je povedal, da ni več kristjan in da ne verjame v posmrtno življenje. »Spoznal sem, da imam samo eno življenje, tega tukaj in zdaj in s tem ravnam odgovorno.« Julija 2009 je v nekem intervjuju povedal, da ne verjame v Boga in da je po vsej verjetnosti »20 % ateista in 80 % agnostika.«

### Otroci
Julija 2005 je Pitt skupaj z Joliejevo odpotoval v Etiopijo, kjer sta posvojila drugega otroka, šestmesečno Zaharo Marley. Za posvojitev naj bi se odločila skupaj. Decembra 2005 so mediji potrdili, da bo Pitt tudi uradno posvojil Zaharo in Maddoxa, katerih starš je bila do tedaj uradno samo Angelina. Otroka sta tudi uradno prevzela priimka obeh staršev, »Jolie-Pitt«.
27. maja 2006 se je v Swakopmundu, Namibija rodila njuna prva biološka hči, ki sta jo poimenovala Shiloh Nouvel Jolie-Pitt. Pitt je povedal tudi, da bo imela njuna novorojena hčer Namibijski potni list. Za njene prve slike jima je revija People izplačala 10 milijonov dolarjev, vse pa sta darovala v dobrodelne namene.
15. marca 2007 sta posvojila triletnega dečka iz Vietnama, Paxa Thiena Jolie-Pitta (uradno Pax Thien Jolie). Ker sirot niso smeli posvojiti neporočeni pari, je Paxa najprej posvojila Angelina kot samohranilka in šele nato, v ZDA tudi Brad.
V naslednjih mesecih je Angelina Jolie v intervjuju na filmskem festivalu v Cannesu potrdila, da skupaj z Bradom Pittom pričakujeta dvojčka. 12. julija 2008 je v Nici, Francija Angelina Jolie rodila fantka Knoxa Léona in deklico Vivienne Marcheline. Pravice za prve slike sta dobili reviji People in Hello! in sicer za 14 milijonov dolarjev, kar je bila najvišja izplačana cena do sedaj. Ves denar je šel v Jolie-Pitt Foundation, torej v dobrodelne namene.

## Filmografija

### Igralec
| Leto | Naslov                                 | Vloga                                         | Opombe |
| ---- | -------------------------------------- | --------------------------------------------- | --- |
| 1987 | Brez izhoda                            | Policist na zabavi                            | |
| 1987 | Nikogaršnja zemlja                     | Natakar                                       | |
| 1987 | Less Than Zero                         |                                               | |
| 1987 | Growing Pains                          | Jeff                                          | TV serija (2 epizodi: »Who's Zoomin' Who?« in »Feet of Clay« [1989]) |
| 1987 | Dallas                                 | Randy                                         | TV serija (4 epizode) |
| 1988 | 21 Jump Street                         | Peter                                         | TV serija (1 epizoda: »Best Years of Your Life«) |
| 1989 | Happy Together                         | Brian                                         | |
| 1989 | Cutting Class                          | Dwight Ingalls                                | |
| 1989 | Head of the Class                      | Chuck                                         | TV serija (1 epizoda: »Partners«) |
| 1989 | Freddy's Nightmares                    | Rick Austin                                   | TV serija (1 epizoda: »Black Tickets«) |
| 1990 | The Image                              | Kamerman                                      | Televizijski film |
| 1990 | Premlada za smrt                       | Billy Canton                                  | televizijski film |
| 1990 | Glory Days                             | Walker Lovejoy                                | TV serija (6 epizod) |
| 1991 | Across the Tracks                      | Joe Maloney                                   | |
| 1991 | Thelma in Louise                       | J.D.                                          | |
| 1991 | Johnny Suede                           | Johnny Suede                                  | |
| 1992 | Contact                                | Cox                                           | |
| 1992 | Cool World                             | Detektiv Frank Harris                         | |
| 1992 | Reka poje mi                           | Paul Maclean                                  | |
| 1993 | Kalifornia                             | Early Grayce                                  | |
| 1993 | Prava stvar                            | Floyd                                         | |
| 1994 | The Favor                              | Elliott Fowler                                | |
| 1994 | Intervju z vampirjem                   | Louis de Pointe du Lac                        | MTV Movie Award za najboljši nastop - Moški MTV Movie Award za najbolj zaželenega moškega Nominiran - MTV Movie Award za najboljši duet na odru skupaj z Tomom Cruisem Nominiran - Saturn Award za najboljšega igralca |
| 1994 | Jesenska pripoved                      | Tristan Ludlow                                | Nominiran - Zlati globus za najboljšega igralca - Filmska drama |
| 1995 | Sedem                                  | David Mills                                   | MTV Movie Award za najbolj zaželenega moškega Nominiran - MTV Movie Award za najboljši duet na odru skupaj z Morganom Freemanom Nominiran - MTV Movie Award za najboljši nastop - Moški |
| 1995 | 12 opic                                | Jeffrey Goines                                | Zlati globus za najboljšega stranskega igralca - Film Saturn Award za najboljšega stranskega igralca Nominiran - Academy Award za najboljšega stranskega igralca Nominiran - MTV Movie Award za najboljši nastop - Moški |
| 1996 | Prestopniki                            | Michael Sullivan                              | |
| 1997 | Seme zla                               | Francis »Frankie« Austin McQuire/Rory Devaney | |
| 1997 | Sedem let v Tibetu                     | Heinrich Harrer                               | |
| 1997 | The Dark Side of the Sun               | Rick                                          | |
| 1998 | Ko Pride Joe Black                     | Joe Black/Mož v kavarni                       | |
| 1999 | Klub golih pesti                       | Tyler Durden                                  | |
| 1999 | Biti John Malkovich                    | On                                            | Cameo |
| 2000 | Pljuni in jo stisni                    | Mickey O'Neil                                 | Nominiran - Satellite Award za najboljšega stranskega igralca - Film |
| 2001 | Mehikanka                              | Jerry Welbach                                 | |
| 2001 | Vohunske spletke                       | Tom Bishop                                    | |
| 2001 | Oceanovih 11                           | Rusty Ryan                                    | Nominiran - MTV Movie Award za najboljšo skupino na odru Nominiran - Phoenix Film Critics Society Award za najboljšo igralsko zasedbo |
| 2001 | Prijatelji                             | Will Colbert                                  | TV serija (epizoda: »The One with the Rumor«) Nominiran - Emmy za izstopajočega gostovalnega igralca v komični televizijski seriji |
| 2002 | Full Frontal                           | On                                            | |
| 2002 | Izpovedi nevarnega uma                 | Brad na fantovščini #1                        | |
| 2003 | Sinbad: Legenda sedmih morij           | Sinbad                                        | Glas |
| 2003 | Abby Singer                            | On                                            | Cameo |
| 2004 | Troja                                  | Ahil                                          | Teen Choice Award za najboljšega stranskega igralca Nominiran - MTV Movie Award za najboljši pretep skupaj z Ericom Bano Nominiran - MTV Movie Award za najboljši nastop - Moški |
| 2004 | Oceanovih 12                           | Rusty Ryan                                    | Nominiran - Broadcast Film Critics Association Award za najboljšo igralsko zasedbo |
| 2005 | Gospod in gospa Smith                  | John Smith                                    | MTV Movie Award za najboljši pretep skupaj z Angelino Jolie Nominiran - MTV Movie Award za najboljši poljub skupaj z Angelino Jolie |
| 2006 | Babilon                                | Richard                                       | Gotham Award za najboljšo igralsko zasedbo Palm Springs International Film Festival Award za najboljšo igralsko zasedbo San Diego Film Critics Society Award za najboljšo igralsko zasedbo Nominran - Chicago Film Critics Association Award za najboljšega stranskega igralca Nominiran - Zlati globus za najboljšega stranskega igralca - Film Nominiran - Satellite Award za najboljšega stranskega igralca - Film Nominiran - Screen Actors Guild Award za izstopajoči nastop igralske zasedbe v filmu                                                                    |
| 2007 | Oceanovih 13                           | Rusty Ryan                                    | |
| 2007 | Jesse James in strahopetni Robert Ford | Jesse James                                   | Venice Film Festival Volpijev pokal za najboljšega igralca |
| 2008 | Preberi in zažgi                       | Chad Feldheimer                               | Nominran - BAFTA Award za najboljšega igralca v stranski vlogi Nominiran –Detroit Film Critics Society Award za najboljšo igralsko zasedbo Nominiran –Houston Film Critics Society Award za najboljšega stranskega igralca |
| 2008 | Nenavaden primer Benjamina Buttona     | Benjamin Button                               | Nominiran - Academy Award za najboljšega igralca Nominiran - BAFTA Award za najboljšega igralca v glavni vlogi Nominiran - Broadcast Film Critics Association Award za najboljšega igralca Nominiran - Broadcast Film Critics Association Award za najboljšo igralsko zasedbo Nominiran - Zlati globus za najboljšega igralca - Filmska drama Nominiran - Saturn Award za najboljšega igralca Nominiran - Screen Actors Guild Award za izstopajoči nastop igralske zasedbe v filmu Nominiran - Screen Actors Guild Award za izstopajoči nastop moškega igralca v glavni vlogi |
| 2009 | Neslavne barabe                        | Lt. Aldo Raine                                | Broadcast Film Critics Association Award za najboljšo igralsko zasedbo Phoenix Film Critics Society Award za najboljšo igralsko zasedbo San Diego Film Critics Society Award za najboljšo igralsko zasedbo Screen Actors Guild Award za izstopajoči nastop igralske zasedbe v filmu Nominiran - Detroit Film Critics Society Award za najboljšo igralsko zasedbo Nominiran - MTV Movie Award za najboljši nastop |
| 2010 | Megamind                               | Metro-Man                                     | Post-produkcija |
| 2011 | The Tree of Life                       | G. O'Brien                                    | Končano |
| 2011 | Moneyball                              | Billy Beane                                   | V snemanju |

### Producent
| Leto | Naslov                                 | Opombe |
| ---- | -------------------------------------- | --- |
| 2004 | Troja                                  | |
| 2006 | Dvojna igra                            | Academy Award za najboljšo sliko Boston Society of Film Critics Award za najboljši film Broadcast Film Critics Association Award za najboljši film Chicago Film Critics Association Award za najboljši film Florida Film Critics Circle Award za najboljši film Nominirana - Zlati globus za najboljši dramski film Nominiran - BAFTA Award za najboljši film |
| 2006 | Življenje na robu                      | |
| 2007 | Leto psa                               | |
| 2007 | Mogočno srce                           | So-producent Nominiran - Independent Spirit Award za najboljši film |
| 2007 | Jesse James in strahopetni Robert Ford | |
| 2009 | Žena popotnika v času                  | |
| 2010 | Kick-Ass                               | |
| 2010 | Jej, moli, ljubi                       | |
| 2011 | The Tree of Life                       | |